# Juncàcies
Les juncàcies (Juncaceae) són una família de plantes angiospermes de l'ordre de les poals (Poales), dins del clade de les commelínides, un subclade de les monocotiledònies. Amb una distribució cosmopolita, conté més de 450 espècies agrupades en set gèneres que es troben en climes temperats o freds d'ambós hemisferis i fins i tot en l'alta muntanya tropical.

## Descripció
Són plantes herbàcies amb tiges erectes i habitualment perennes, vivaces [amb rizoma, rarament anuals. Les fulles quan hi són prenen la forma lineal o filiforme, tant les basals com les caulinars, hi ha espècies on es presenten reduïdes a una beina sense limbe, o molt reduït, a la base de les tiges. Les flors s'agrupen en inflorescències en corimbes, en panícules o són solitàries, poden ser hermafrodites o unisexuals amb individus dioics, són actinomorfes, habitualment petites, amb una o dues bractèoles a la base. El periant consta d'un o dos verticils de tres tèpals, habitualment verdosos o bruns. A l'androceu hi ha tres o sis estams. Al gineceu hi ha un sol pistil, l'ovari és súper, unilocular o trilocular. El fruit és una càpsula amb dehiscència loculicida.

## Taxonomia
Aquesta família va ser descrita per primer cop l'any 1789, sota el nom de Junci, a l'obra Genera Plantarum del botànic francès Antoine-Laurent de Jussieu (1748 – 1836).

### Gèneres
Dins d'aquesta família es reconeixen els 7 gèneres següents:
- Distichia Nees & Meyen
- Juncinella Záv.Drábk. & Proćków
- Juncus L.
- Luzula DC.
- Oreojuncus Záv.Drábk. & Kirschner
- Oxychloe Phil.
- Patosia Buchenau

Gairebé totes les espècies es concentren en dos gèneres, Juncus amb 342, i Luzula amb 125, els altres són molt petits. Aquests dos grans gèneres són els únics que tenen representants als Països Catalans.